# Lestes uncifer
Lestes uncifer é uma espécie de libelinha da família Lestidae.
Pode ser encontrada nos seguintes países: Botswana, Quénia, Malawi, Moçambique, Nigéria, Somália, África do Sul, Tanzânia, Uganda, Zâmbia, Zimbabwe, possivelmente Burundi e possivelmente em República do Congo.
Os seus habitats naturais são: florestas subtropicais ou tropicais húmidas de baixa altitude, savanas áridas, savanas húmidas, matagal árido tropical ou subtropical, matagal húmido tropical ou subtropical, áreas húmidas dominadas por vegetação arbustiva, pântanos, lagos de água doce, lagos intermitentes de água doce, marismas de água doce e marismas intermitentes de água doce.